# Шушнєвиця
Шушнєвиця (хорв. Šušnjevica) — населений пункт у Хорватії, в Істрійській жупанії у складі громади Кршан.

## Населення
Населення за даними перепису 2011 року становило 69 осіб.
Динаміка чисельності населення поселення:

## Клімат
Середня річна температура становить 13,30 °C, середня максимальна – 27,52 °C, а середня мінімальна – -1,70 °C. Середня річна кількість опадів – 1093 мм.
| Клімат поселення                              | Клімат поселення | Клімат поселення | Клімат поселення | Клімат поселення | Клімат поселення | Клімат поселення | Клімат поселення | Клімат поселення | Клімат поселення | Клімат поселення | Клімат поселення | Клімат поселення | Клімат поселення |
| Показник                                      | Січ.             | Лют.             | Бер.             | Квіт.            | Трав.            | Черв.            | Лип.             | Серп.            | Вер.             | Жовт.            | Лист.            | Груд.            |                  |
| Середній максимум, °C                         | 9,42             | 10,90            | 13,96            | 17,69            | 22,56            | 26,67            | 27,52            | 26,82            | 22,24            | 17,74            | 12,50            | 9,07             |                  |
| Середня температура, °C                       | 3,87             | 5,32             | 8,37             | 12,12            | 16,99            | 21,12            | 23,52            | 22,79            | 18,24            | 13,75            | 8,50             | 5,08             |                  |
| Середній мінімум, °C                          | −1,7             | −0,24            | 2,82             | 6,56             | 11,41            | 15,53            | 19,51            | 18,80            | 14,23            | 9,74             | 4,50             | 1,07             |                  |
| Норма опадів, мм                              | 88               | 70               | 78               | 83               | 75               | 86               | 56               | 83               | 104              | 132              | 131              | 107              |                  |
| Середньомісячна швидкість вітру, м/с          | 2.16             | 2.41             | 2.53             | 2.48             | 2.22             | 2.12             | 2.13             | 2.10             | 2.10             | 2.27             | 2.42             | 2.34             |                  |
| Середньомісячна сонячна радіація, кДж/м²·день | 4444             | 7272             | 10585            | 15080            | 19242            | 20953            | 21953            | 19035            | 14036            | 9015             | 4868             | 3702             |                  |
| --------------------------------------------- | ---------------- | ---------------- | ---------------- | ---------------- | ---------------- | ---------------- | ---------------- | ---------------- | ---------------- | ---------------- | ---------------- | ---------------- | ---------------- |
| Джерело:                                      |                  |                  |                  |                  |                  |                  |                  |                  |                  |                  |                  |                  |                  |